# 弥州流
弥州流（みつる、生没年不詳）は、『日本書紀』に登場する百済官吏。神功皇后摂政四十七年に百済近肖古王の朝貢使として、久氐、莫古と共に日本に派遣された。同行した新羅使のものより貢物が劣っていたため理由を問われ、新羅人に貢物を奪われたと報告した。

## 概要
百済の第13代王・近肖古王は高句麗の南下に具えるため、これより先、使者を日本に遣わして和親を結んでいる。近肖古王二十一年にあたるとみられる丙寅に日本より斯麻宿禰が卓淳国に遣された時、その国の王末錦旱岐が告げて言うには「甲子の年七月、百済の人・久氐、弥州流、莫古の三人が我が国に来て、『百済王は東方に貴国があるのを聞き、私共をその国に朝せしめようとなされました。私共は道をもとめてここへやって来たのです。若しよく道を教へて、通させて下さったなら、王は必ず貴方の国の王様を深くとくとすることでしょう』と申しました。そこで、我が国では、『私の国でも古くから東方に貴国があると聞いているのですが、未だ曾つて交通したことがありませんのでその道を知りません。ただ海路遠く波荒いため、大船に乗れば漸くして行くことが出来ましょう。若しそうしなかったら、行く港があってもわたることが出来ません』と答えました。久氐等は、『そういうわけでは今行くとことは出来ない。一度帰国して船を整へて終へて行くことにしよう』と言い、更にしきりと『若し日本の使が来られたならば、必ず知らせて貰いたい』と言って帰りました」と申した。これを聞いて斯麻宿禰は従者爾波移と卓淳国人・過古の二人を百済に遣してその近肖古王を慰め、近肖古王は非常に喜び、厚く使者を遇し、五色綵絹各一疋、角弓箭、并に鉄鋌四十枚を爾波移に与え、更に宝蔵を開いて色々の珍異の物を示して、『吾国には斯様に多くの珍宝がある。これを貴国に貢しようとしても道を知らないので、志が遂げられなかった。今、使者をして貢献させようと思ひます」と言った。翌年、百済は久氐・弥州流・莫古を遣して朝貢させたが、この朝貢の際、新羅が百済の日本への朝貢品を乱したということがわかり、日本は、千熊長彦を新羅に派遣し、貢物を乱したことについて新羅を責めた。